# Mathieu Cossou
Pour les articles homonymes, voir Cossou.
Mathieu Cossou, né le 4 juin 1985 à Colombes, est un karatéka français.
Il est champion d’Europe junior individuel et par équipe en 2006 et vice-champion du monde et d'Europe junior individuel en 2005.
En compétitions seniors, il remporte une médaille d'argent en kumite dans la catégorie de moins de 65 kg aux Championnats d'Europe de karaté 2005 ainsi qu'une médaille d'argent par équipe aux Championnats d'Europe de karaté 2011.
Il devient champion du monde par equipe à Bercy en 2012, en remportant l'ultime combat contre le Turc sur le score de 8-0.
Son frère Guillaume Cossou est aussi un karatéka.